# Bibiane Godfroid
Pour les articles homonymes, voir Godfroid.
Bibiane Godfroid est une journaliste et cadre dirigeante belge née le 31 mai 1954 à Bruxelles. 

## Biographie
Originaire de Wavre dans le Brabant wallon, Bibiane Godfroid est diplômée en droit et fiscalité de l'Université catholique de Louvain.
Elle commence sa carrière comme rédactrice en chef et présentatrice du Journal de Télé-Luxembourg sur l'antenne belge de RTL Télévision puis devint directrice des programmes et de la fiction de RTL-TVI en 1987. Elle présente les journaux de RTL-TVI jusqu'au 11 septembre 1989.
En 1991, elle devient directrice des programmes de Canal J avant d’être appelée par Hervé Bourges comme directrice de la programmation de France 2.
À partir de 1996, elle poursuit sa carrière au sein du Groupe Canal+, tout d’abord comme directrice des programmes numériques et directrice de l’antenne, puis comme PDG de la chaîne Kiosque. Elle est ensuite nommée vice-présidente exécutive des chaînes et services du Groupe Canal+ tout en assurant la présidence de Canal+ Belgique, Canal+ Régie France et Universal Studio Networks Europe, de 2000 à juillet 2002.
Après une collaboration avec Air Productions, elle rejoint en juillet 2003 la filiale de production audiovisuelle de RTL Group, FremantleMedia, comme PDG de FremantleMedia France et directrice des programmes, où elle développe de nombreux programmes de télé-réalité pour M6. Du 1er janvier 2007 au 31 décembre 2014, elle est directrice générale des programmes de M6. À partir du 1er janvier 2015, elle est directrice générale des productions du groupe M6. Elle quitte son poste le 30 juin 2015.
En novembre 2015, elle est nommée directrice générale déléguée chargée des contenus de la société de production Newen, rachetée partiellement quelques jours auparavant par le groupe TF1. À la suite de l'acquisition de la holding Newen par le Groupe TF1, elle est nommée directrice générale du groupe Newen.